# District de Manawatu

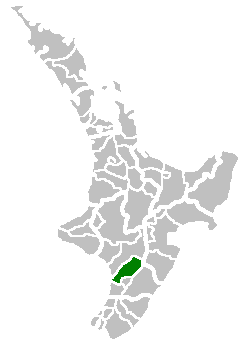
Localisation du district sur une carte de l'île du Nord

Le district de Manawatu est situé dans la région de Manawatu-Wanganui, sur l'île du Nord de la Nouvelle-Zélande.
Situé au nord de Wellington, près du fleuve Manawatu, il s'étend sur 2 624 km2, du nord de Himatangi jusqu'au sud de Mangaweka, et du fleuve Rangitikei jusqu'aux montagnes de la chaîne de Tararua. La frontière sud suit les méandres du fleuve Manawatu. Le district ne compte pas la région autour de la ville de Palmerston North.
Le recensement de 2006 y a compté 28 354 habitants, dont 12 934 à Feilding, ville principale et siège du conseil du district.
Le district est divisé en trois wards : Feilding, Kairanga, et Kiwitea-Pohangina.

## Sources
- (en) Manawatu District Council
- (en) Final counts – census night and census usually resident populations, and occupied dwellings - Manawatu-Wanganui, Statistics New Zealand

- (en) Cet article est partiellement ou en totalité issu de l’article de Wikipédia en anglais intitulé « Manawatu District » (voir la liste des auteurs).